# Paweł (Pawłow)
Paweł, imię świeckie Michaił Aleksandrowicz Pawłow (ur. 16 listopada 1927 w Warszawie, zm. 15 lutego 1995 w Sydney) – rosyjski biskup prawosławny.

## Życiorys
Pochodził z rodziny białych emigrantów rosyjskich, którzy osiedli w Warszawie. W tym też mieście ukończył gimnazjum rosyjskojęzyczne. W końcu II wojny światowej przebywał w obozie dla osób wysiedlonych pod Hamburgiem. W Niemczech postanowił zostać prawosławnym mnichem, wstępując do wspólnoty zgromadzonej przez archimandrytę Witalisa (Ustinowa). W 1947 złożył wieczyste śluby mnisze, zaś w 1949 na polecenie władz kościelnych udał się do Paryża pod opiekę duchowną igumena Nikodema (Nagajewa). 10 września 1949 został wyświęcony na hierodiakona. Następnie razem z innymi mnichami pozostającymi pod opieką Nikodema wyjechał do Londynu, a stamtąd w 1951 do Brazylii. 6 stycznia 1952 przyjął święcenia kapłańskie i przez kolejne pięć lat obsługiwał różne parafie Rosyjskiej Cerkwi Zagranicznej w tym kraju. W 1955 wzmiankowany jest jako p.o. proboszcza parafii Trójcy Świętej w Villa-Alpina.  
W marcu 1957 opuścił Brazylię i osiadł w Kanadzie, gdzie pracował w cerkiewnym wydawnictwie i służył w soborze katedralnym w Montrealu. Równocześnie podjął studia na Uniwersytecie Quebeckim, gdzie uzyskał stopień licencjata (Bachelor of Arts). W 1958 otrzymał godność ihumena, zaś w 1966 został archimandrytą.
16 lipca 1957 miała miejsce jego chirotonia na biskupa stuttgarckiego, wikariusza eparchii berlińskiej i niemieckiej, z rezydencją w Monachium. W 1971 został administratorem tejże eparchii. Do 1975 podjął pracę misyjną wśród Niemców i zezwolił na posługiwanie się językiem niemieckim jako liturgicznym. W 1980 przeniesiony na katedrę Sydney, Australii i Nowej Zelandii, spędził ostatnie piętnaście lat życia w Sydney. W 1981 otrzymał godność arcybiskupią.
Oprócz ojczystego języka rosyjskiego władał językami polskim, niemieckim, francuskim, angielskim i portugalskim.